# باندیرانتس (ماتو گروسو دو سول)
باندیرانتس (به پرتغالی: Bandeirantes) یک منطقهٔ مسکونی در برزیل است که در ماتوگروسو جنوبی واقع شده‌است. باندیرانتس ۳٬۱۱۶ کیلومتر مربع مساحت و ۷٬۲۶۶ نفر جمعیت دارد و ۶۲۹ متر بالاتر از سطح دریا واقع شده‌است.